# Viola yunnanfuensis
Viola yunnanfuensis är en violväxtart som beskrevs av Wilhelm Becker. Viola yunnanfuensis ingår i släktet violer, och familjen violväxter. Inga underarter finns listade i Catalogue of Life.